# Parola (India)
Parola è una città dell'India di 34.800 abitanti, situata nel distretto di Jalgaon, nello stato federato del Maharashtra. In base al numero di abitanti la città rientra nella classe III (da 20.000 a 49.999 persone).

## Geografia fisica
La città è situata a 20° 52' 60 N e 75° 7' 0 E e ha un'altitudine di 260 m s.l.m..

## Società

### Evoluzione demografica
Al censimento del 2001 la popolazione di Parola assommava a 34.800 persone, delle quali 18.010 maschi e 16.790 femmine. I bambini di età inferiore o uguale ai sei anni assommavano a 4.656, dei quali 2.463 maschi e 2.193 femmine. Infine, coloro che erano in grado di saper almeno leggere e scrivere erano 23.914, dei quali 13.627 maschi e 10.287 femmine.